# Ophialcaea
Ophialcaea is een geslacht van slangsterren uit de familie Ophiacanthidae.

## Soorten
- Ophialcaea nuttingi Verrill, 1899
- Ophialcaea tuberculosa (Lyman, 1878)